# 臺中港燈塔
臺中港燈塔是臺灣唯一一座位在高樓頂端也是塔身最高的燈塔，位於臺中市臺中港一號碼頭的穀倉頂端。

## 地理
臺中港前身梧棲港舊稱「五汊港」，因牛罵溪入海口開為五汊而得名，後來再以雅字改為「梧棲港」。五汊港附近淺灘沙洲廣闊，不利於船隻航行，且桃園市白沙岬燈塔與澎湖群島北端的目斗嶼燈塔間188公里海程沒有標誌可供定位，因此形成一處「海上天險」。

## 歷史
現代的臺中港港區舊址原為梧棲港，由於梧棲港距離中國大陸西南沿岸僅200多公里，可以朝發夕至，因此自清朝乾隆起與福建開始帆船貿易，並曾一度取代淤塞的鹿港成為中臺灣最主要的貿易商港。直到清朝道光年間梧棲港才也因泥沙淤積而逐漸沒落。日治時期有鑑於中部缺乏能與基隆港和高雄港抗衡的大型港口，於是決定疏通梧棲港，重新闢建為「新高港」，不料工事在完成三分之二時即因二戰而停擺。
二戰結束後和國共內戰間的短暫和平期接續建港，並更名為「臺中港」，後因大甲溪泥沙淤積及國共內戰而蕭條。1967年先行在大甲溪口南岸先行興建高美燈塔。1973年為了減輕臺灣南北兩港的負擔，中華民國政府決定在梧棲北端的海埔新生地闢建人工新港埠，1983年6月完工為現今的臺中港。1982年臺中港的主體工程完工後，海關考慮到大型貨輪進出港區的安全，決定在視野廣闊的一號碼頭遠東倉儲碼頭頂樓再興建臺中港燈塔。由於位在臺中市沿海的臺中港燈塔和高美燈塔與彰化芳苑燈塔距離過近，最後決定廢除使用十五年的高美燈塔，並把燈具直接移植到臺中港燈塔上。

## 結構
臺中港燈塔建於1983年，建在全天運作的遠東倉儲頂樓，與倉庫廠房比鄰而居，外觀為一白色混凝土建築。使用的燈器則是1973年來自高美燈塔上的燈具，每30秒連閃白光3次、光力1,800,000燭光、光程26.8浬。

### 附屬燈桿
臺中港燈塔管轄的附屬燈桿均為圓形的鋼筋混凝土柱，包含：
- 臺中港北防波堤燈桿
- 臺中港南防波堤燈桿
- 臺中港淺水船渠防波堤燈桿
- 臺中港北防沙堤燈桿
- 臺中港工作船渠西防波堤燈桿
- 臺中港漁港外防波堤燈桿
- 臺中港漁港內防波堤燈桿
- 雷達標桿

## 外部連結
- 交通部航港局臺中港燈塔 （页面存档备份，存于）
- 交通部觀光局臺中港燈塔 （页面存档备份，存于）